# Tamanho crítico
O tamanho crítico é o mínimo tamanho do núcleo de um reator nuclear ou de uma arma nuclear que pode ser colocado em estado crítico para uma geometria dada e de certa composição do material. O tamanho crítico deve pelo menos incluir o sufienete de material físsil como para alcançar a massa crítica.